# Cité Leroy de Saint-Fargeau-Ponthierry

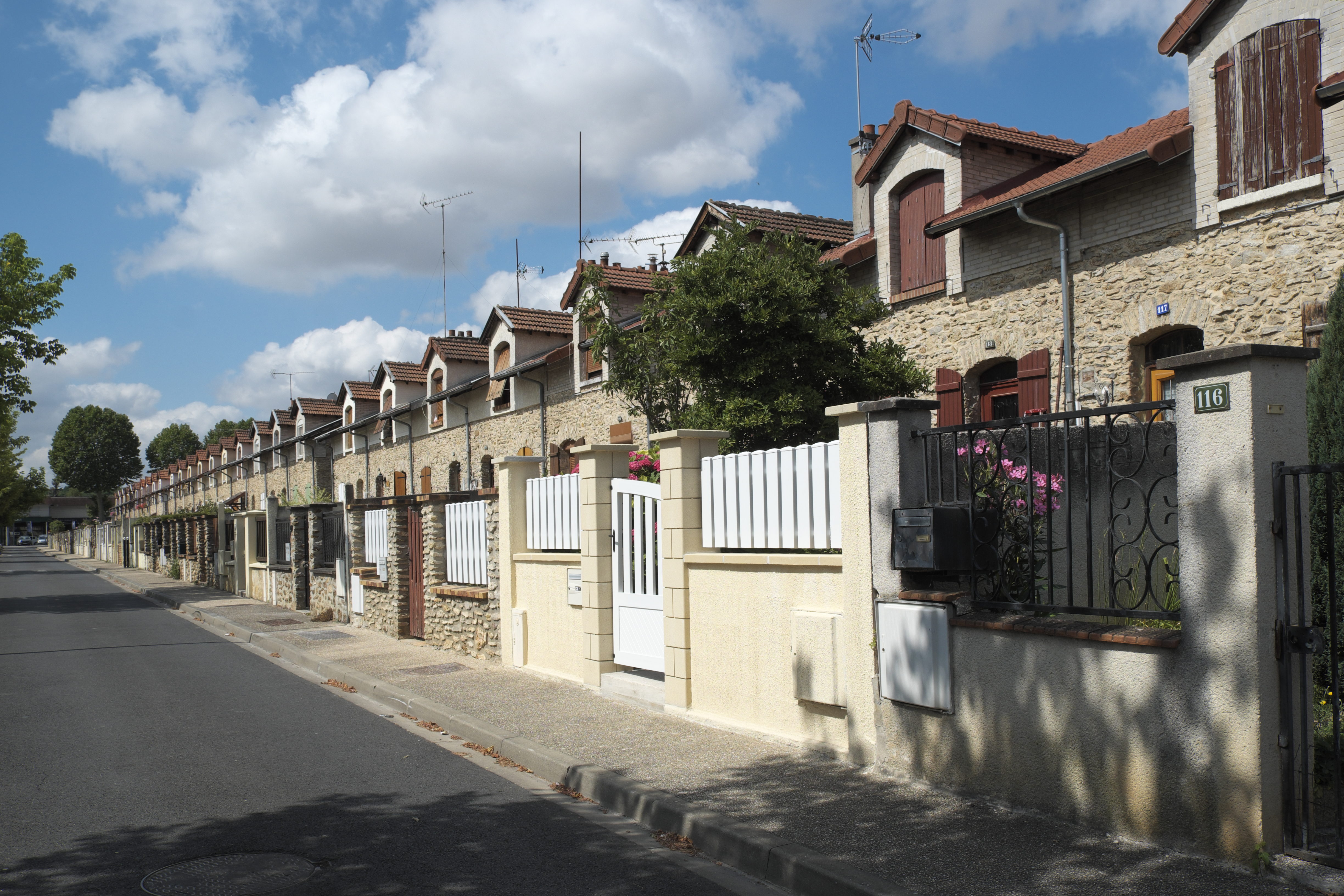
Cité Leroy, Rue Jacques Brel

La Cité Leroy de Saint-Fargeau-Ponthierry située dans le département de Seine-et-Marne en région Île-de-France est une cité ouvrière qui a été créée au début du XXe siècle pour les ouvriers de l'Usine Leroy.
Cette entreprise, une manufacture de papier peint, fut fondée à Paris en 1842 par Louis-Isidore Leroy (1816–1899) et transférée en 1912 vers l'ancienne commune de Ponthierry, 40 kilomètres au sud de Paris, qui fait aujourd'hui partie de la commune de Saint-Fargeau-Ponthierry.

## Histoire
Maurice-Isidore Leroy (1877–1933), le petit-fils du fondateur, fit transférer en 1912 l'usine aux bords de la Seine à Ponthierry dont il était maire de 1912 à 1929.
Pour loger les 500 employés que comptait l'usine à l'époque il fit 
construire entre 1912 et 1920 environ 150 maisons identiques, en meulière et en brique, des maisons mitoyennes, chacune avec jardin pour que les ouvriers puissent cultiver un potager.
À quelque distance se trouvaient les logements, non mitoyens, pour les contremaîtres.
L'architecte était Paul Friesé (1851–1917) qui avait également conçu les bâtiments de l'usine.
La Cité était dotée d'un hôpital, aujourd'hui Centre Municipal de Santé du Gâtinais.

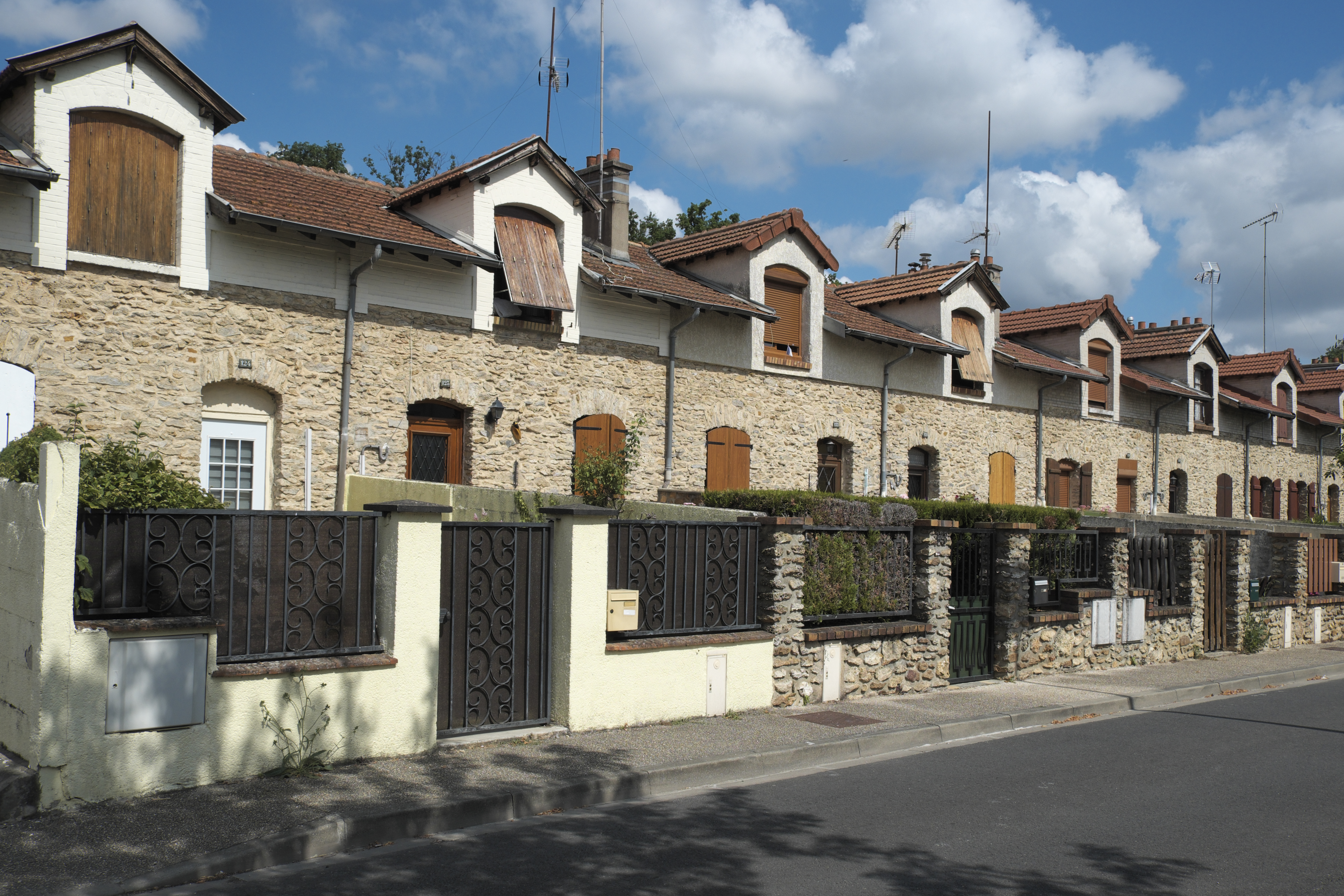
Rue Jacques Brel
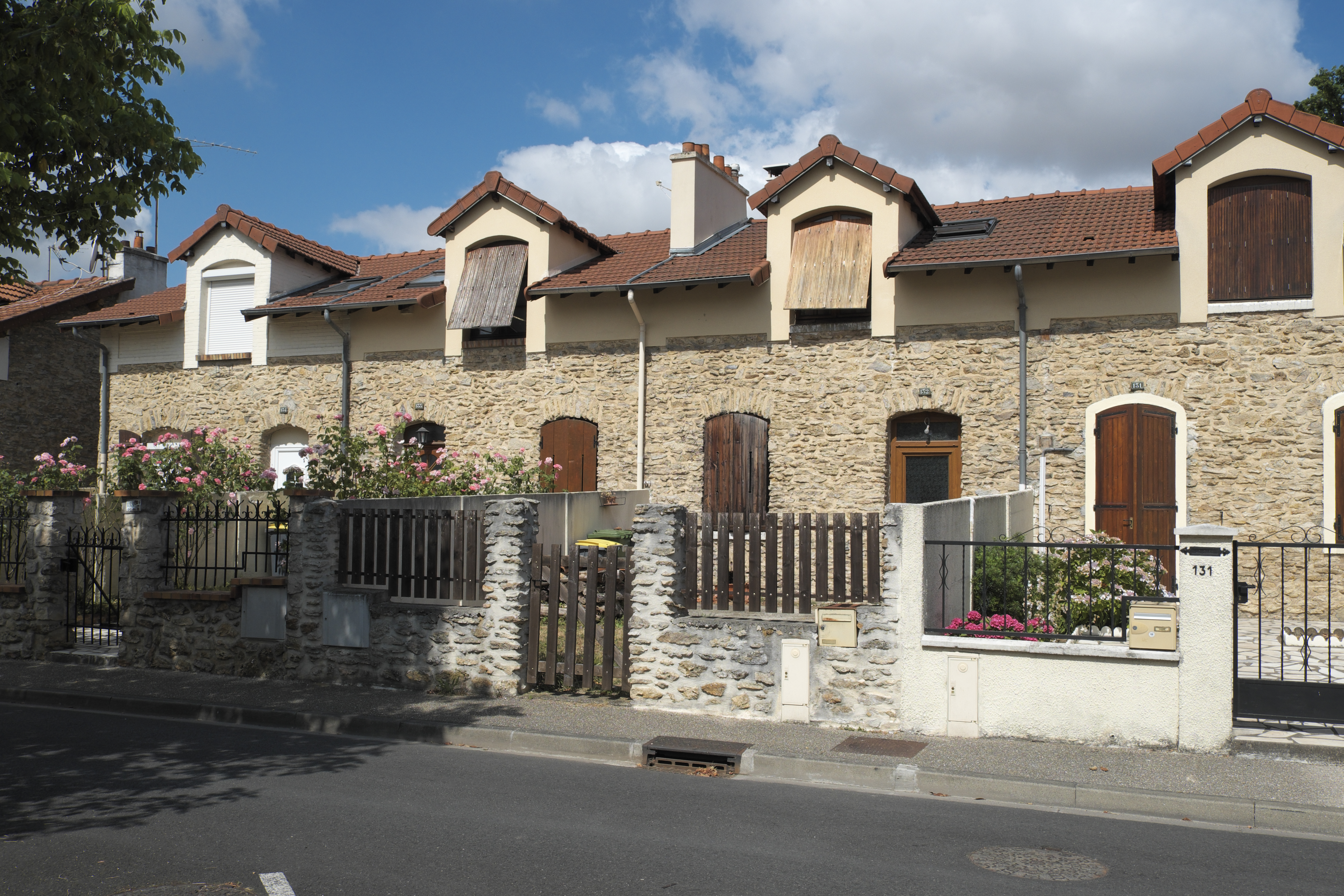
Rue Jacques Brel
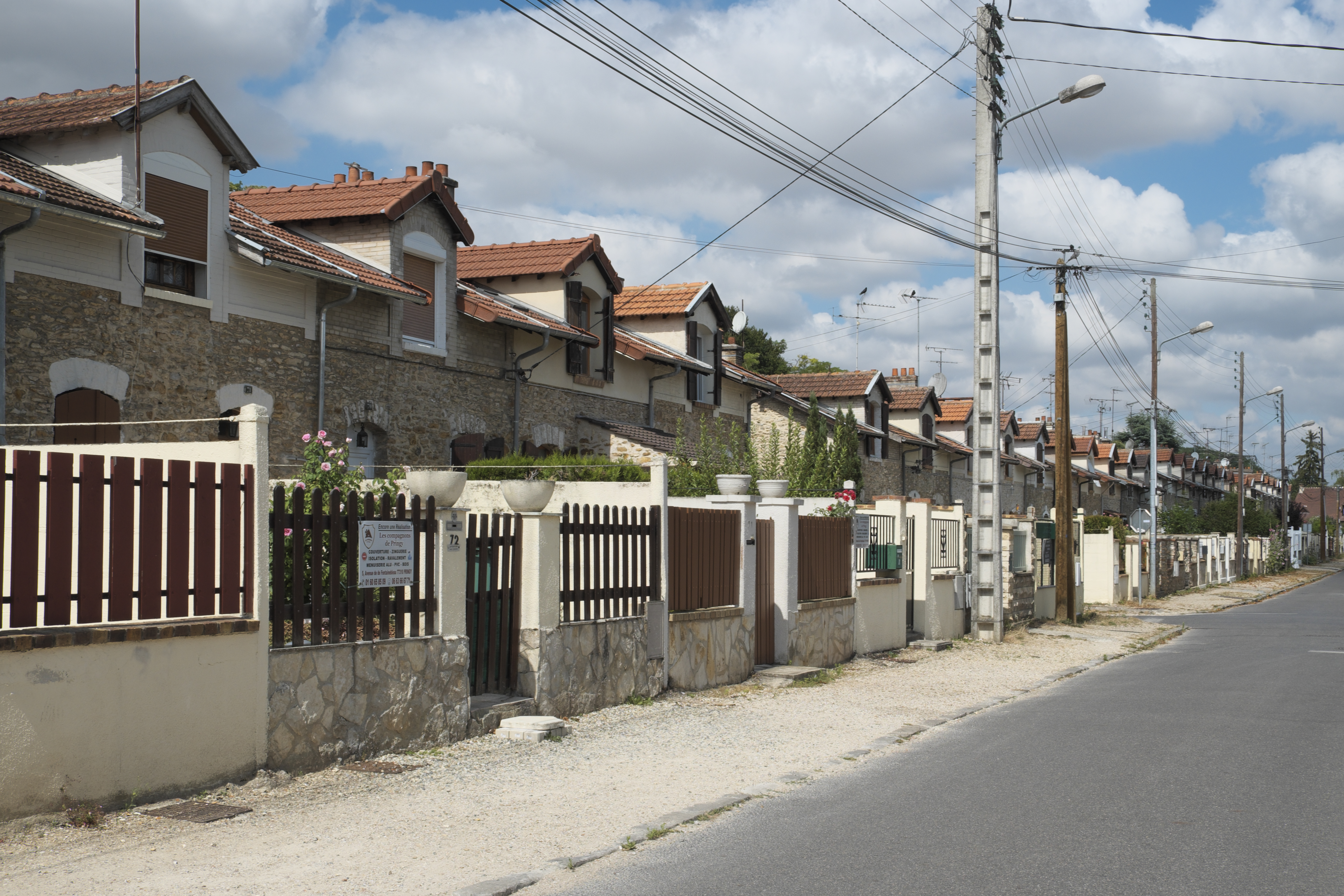
Rue Jean-Pierre Ferrand
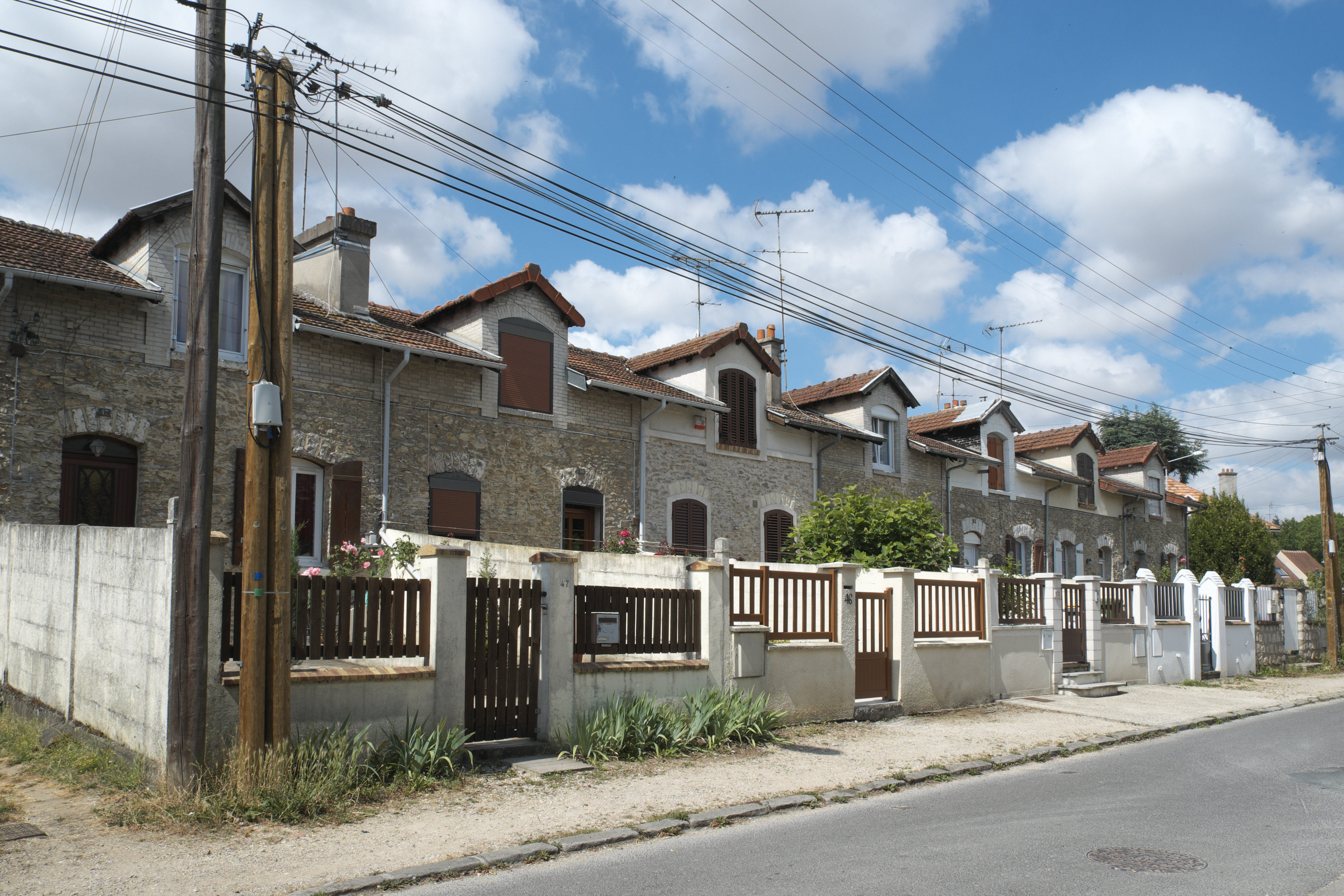
Rue Jean-Pierre Ferrand